# Galilești, Ismail
Galilești (în ucraineană Десантне, transliterat: Desantne, în rusă Десантное, transliterat: Desantnoe) este un sat în comuna Vâlcov din raionul Ismail, regiunea Odesa, Ucraina.

## Demografie
Componența lingvistică a localității Galilești
     Ucraineană (88,55%)
     Rusă (7,6%)
     Română (2,09%)
     Alte limbi (1,49%)
Conform recensământului din 2001, majoritatea populației localității Galilești era vorbitoare de ucraineană (88,55%), existând în minoritate și vorbitori de rusă (7,6%) și română (2,09%).

## Personalități

### Născuți în Galilești
- Ivan Tkacenko (n. 1964), politician separatist din Transnistria.

### Decese în Galilești
- Andrei Kliușnikov (1892–1924), revoluționar bolșevic, conducător al răscoalei de la Tatarbunar.